# Otto Lummer
Pour les articles homonymes, voir Lummer.
Otto Richard Lummer, né le 17 juillet 1860 à Gera en principauté Reuss branche cadette et mort le 5 juillet 1925 à Breslau en province de Basse-Silésie, est un physicien et chercheur allemand.

## Biographie
Avec Leo Arons, Lummer a aidé à concevoir et à construire la lampe à vapeur de mercure Arons-Lummer. Lummer a principalement travaillé dans le domaine de l'optique et du rayonnement thermique. Les découvertes de Lummer, ainsi que d'autres, sur le rayonnement du corps noir, ont conduit Max Planck à réconcilier[pas clair] sa loi antérieure de Planck sur le rayonnement du corps noir en introduisant l'hypothèse quantique en 1900.
En 1903, avec Ernst Gehrcke (en), il développe l'interféromètre Lummer-Gehrcke.
Otto Lummer est aussi connu pour avoir formé Hedwig Kohn.

## Publications
- Ueber eine neue Interferenz-Erscheinung an planparallelen Glasplatten und eine Methode die Planparallelität solcher Gläser zu prüfen, thèse de doctorat, sous la direction de Hermann von Helmholtz, Berlin, Koepsel, 1884.
- A determination of the ratio (k) of the specific heats at constant pressure and at constant volume for air, oxygen, carbon-dioxide, and hydrogen, avec Ernst Pringsheim, Sr., Washington, Smithsonian Institution, 1898.
- Contributions to photographic optics, traduit et complété par Silvanus P. Thompson, Londres, Macmillan and Co, 1900.
- Müller-Pouillet's Lehrbuch der physik und meteorologie, par Johann Heinrich Jakob Müller (en) et Claude Pouillet, Braunschweig, Vieweg und Sohn, 1906-1914.
- Die Lehre von der Bildentstehung im Mikroskop, de Ernst Abbe, avec Fritz Reiche (en), Braunschweig, Vieweg, 1910.
- Verflüssigung der Kohle und Herstellung der Sonnentemperatur, Braunschweig, Vieweg & Sohn, 1914.
- Das Wiensche Verschiebungsgesetz und die Verwirklichung des schwarzen Körpers, avec Wilhelm Wien et Max von Laue, Leipzig, Akademische Verlagsgesellschaft, 1929.